# Ley sobre Comunidades Religiosas
La Ley sobre Comunidades Religiosas (宗教団体法, Shūkyō Dantai Hō) fue una ley japonesa aprobada por la Dieta Nacional en 1939 y promulgada en 1940. La ley otorgó a la autoridad estatal el control sobre las organizaciones religiosas. Luego de la derrota de Japón en la Segunda Guerra Mundial, la Ley sobre Comunidades Religiosas fue derogada el 28 de diciembre de 1945 y reemplazada por la "Ordenanza sobre las Comunidades Religiosas".